# Cratere De La Rue

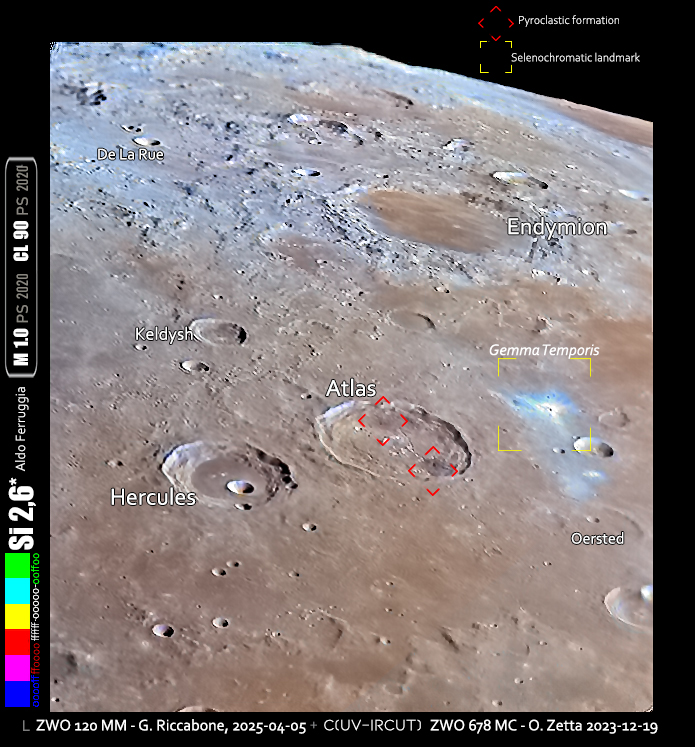
Area del cratere (in alto a destra) in formato selenocromatico (Si)

De La Rue è un grande cratere lunare di 135,22 km situato nella parte nord-orientale della faccia visibile della Luna, a nord-nordest del cospicuo cratere Endymion presso il bordo orientale del Mare Frigoris. Osservandolo dalla Terra apparire elongato per ragioni prospettiche a causa della sua posizione.
Esso è solo il resto di uno o più crateri che insieme costituiscono un tipo di formazione talvolta chiamata pianura bordata. Il cratere Strabo è parzialmente sovrapposto al bordo settentrionale ed il più piccolo cratere Thales è contiguo al margine nordoccidentale.
Il bordo di questo cratere è un irregolare susseguirsi di colline, pianure diseuguali e resti di antichi impatti. Il margine è più o meno circolare nella metà settentrionale, mentre delle formazioni che intaccano la porzione sudorientale, ne modificano il corso, rendendolo più rettilineo: l'aspetto complessivo è vicino ad essere periforme. Vi sono piccoli impatti lungo il bordo sud-sudorientale, mentre i resti, ormai evanescenti, di antichi crateri giacciono all'interno del margine settentrionale.
Vicino al punto centrale del pianoro interno si trova il cratere a tazza De La Rue J, mentre si trova terreno irregolare più a sud e basse colline verso ovest. L'interno è più irregolare nella parte meridionale, e marcato da piccoli impatti nelle rimanenti porzioni. Una coppia di crateri più evidente si trova nella porzione nordorientale.
Il cratere è dedicato all'astronomo e chimico britannico Warren de la Rue.

## Crateri correlati
Alcuni crateri minori situati in prossimità di De La Rue sono convenzionalmente identificati, sulle mappe lunari, attraverso una lettera associata al nome.
| De La Rue | Coordinate            | Diametro (in km) |
| --------- | --------------------- | ---------------- |
| D         | 56°48′36″N 46°20′24″E | 17,58            |
| E         | 56°51′00″N 49°49′12″E | 31,92            |
| J         | 58°59′24″N 52°52′48″E | 14,09            |
| P         | 60°25′48″N 61°34′48″E | 9,02             |
| Q         | 61°36′00″N 60°51′36″E | 10,36            |
| R         | 62°05′24″N 60°54′36″E | 9,58             |
| S         | 62°56′24″N 62°28′48″E | 13,26            |
| W         | 55°46′48″N 47°04′48″E | 17               |